# 12. Division (Deutsches Kaiserreich)
Die 12. Division, für die Dauer des mobilen Verhältnisses auch als 12. Infanterie-Division bezeichnet, war ein von 1818 bis 1919 bestehender Großverband der Preußischen Armee.

## Gliederung
Das Kommando stand in Neiße, und die Division war Teil des VI. Armee-Korps.

### Friedensgliederung 1914
- 23. Infanterie-Brigade in Gleiwitz
  - Infanterie-Regiment „Keith“ (1. Oberschlesisches) Nr. 22 in Gleiwitz und Kattowitz (III. Bataillon)
  - 3. Schlesisches Infanterie-Regiment Nr. 156 in Beuthen in Oberschlesien und Tarnowitz (III. Bataillon)
- 24. Infanterie-Brigade in Neiße
  - Infanterie-Regiment „von Winterfeldt“ (2. Oberschlesisches) Nr. 23 in Neiße
  - 3. Oberschlesisches Infanterie-Regiment Nr. 62 in Cosel und Ratibor (III. Bataillon)
- 78. Infanterie-Brigade in Brieg
  - 4. Oberschlesisches Infanterie-Regiment Nr. 63 in Oppeln und Lublinitz (III. Bataillon)
  - 4. Schlesisches Infanterie-Regiment Nr. 157 in Brieg
- 12. Kavallerie-Brigade in Neiße
  - Husaren-Regiment „von Schill“ (1. Schlesisches) Nr. 4 in Ohlau
  - Husaren-Regiment „Graf Goetzen“ (2. Schlesisches) Nr. 6 in Leobschütz und Ratibor (3. Eskadron)
- 44. Kavallerie-Brigade in Gleiwitz
  - Ulanen-Regiment „von Katzler“ (Schlesisches) Nr. 2 in Gleiwitz und Pleß (4. Eskadron)
  - Jäger-Regiment zu Pferde Nr. 11 in Tarnowitz und Lublinitz (5. Eskadron)
- 12. Feldartillerie-Brigade in Neiße
  - Feldartillerie-Regiment „von Clausewitz“ (1. Oberschlesisches) Nr. 21 in Neiße und Grottkau (II. Abteilung)
  - 2. Oberschlesisches Feldartillerie-Regiment Nr. 57 in Neustadt in Oberschlesien und Gleiwitz (II. Abteilung)

### Kriegsgliederung bei Mobilmachung 1914
- 24. Infanterie-Brigade
  - Infanterie-Regiment „von Winterfeldt“ (2. Oberschlesisches) Nr. 23
  - 3. Oberschlesisches Infanterie-Regiment Nr. 62
- 78. Infanterie-Brigade
  - 4. Oberschlesisches Infanterie-Regiment Nr. 63
  - 4. Schlesisches Infanterie-Regiment Nr. 157
- Ulanen-Regiment „von Katzler“ (Schlesisches) Nr. 2
- 12. Feldartillerie-Brigade
  - Feldartillerie-Regiment „von Clausewitz“ (1. Oberschlesisches) Nr. 21
  - 2. Oberschlesisches Feldartillerie-Regiment Nr. 57
- 2. und 3. Kompanie/Schlesisches Pionier-Bataillon Nr. 6

### Kriegsgliederung vom 20. März 1918
- 24. Infanterie-Brigade
  - Infanterie-Regiment „von Winterfeldt“ (2. Oberschlesisches) Nr. 23
  - 3. Oberschlesisches Infanterie-Regiment Nr. 62
  - Infanterie-Regiment „Kaiser Karl von Österreich und König von Ungarn“ (4. Oberschlesisches) Nr. 63
  - MG-Scharfschützen-Abteilung Nr. 20
  - 4. Eskadron/Ulanen-Regiment „von Katzler“ (Schlesisches) Nr. 2
- Artillerie-Kommandeur Nr. 12
  - Feldartillerie-Regiment „von Clausewitz“ (1. Oberschlesisches) Nr. 21
  - Fußartillerie-Bataillon Nr. 68
- Schlesisches Pionier-Bataillon Nr. 6
- Divisions-Nachrichten-Kommandeur Nr. 12

## Geschichte

### Deutscher Krieg
Im Krieg gegen Österreich nahm die Division am 3. Juli an der Schlacht bei Königgrätz sowie vom 5. bis zum 26. Juli 1866 an der Beobachtung von Josefstadt teil.

### Erster Weltkrieg
Im August 1914 ging der linke Flügel der 4. Armee – das VI. Armee-Korps unter General Kurt von Pritzelwitz an der Linie L’Eglise-Thibesart vor und war vorübergehend der 5. Armee unterstellt. Die dazugehörende 12. Infanterie-Division unter Generalleutnant Chales de Beaulieu unterstützte während des Vorstoßes durch die Ardennen den Angriff der 5. Armee auf Virton und beteiligte sich ab 22. August auch an der Schlacht bei Neufchâteau. Die 12. Infanterie-Division ging aus Gegend L’Eglise in südlicher Richtung auf Rossignol und Tintigny vor, sie erreichte St. Vincent und sicherte schließlich auf den Höhen bei Les Bulles. Unterhalb Montmedy hatte die Division am 25. August den Chiers bei La Ferte überschritten und erreichte Olizy. Während der Schlacht an der Marne Anfang September kämpfte die Division bei Montfaucon und im Raum Varennes. Dabei ging sie am linken Flügel der 4. Armee westlich von Verdun durch die Argonnen nach Süden vor. Mitte September wechselte die Division zur 3. Armee in die Champagne und kämpfte im Bois de Cheppy und bei Malancourt. Während der Aisneschlacht bei Binarville stehend, wurde das VI. Armee-Korps der 4. Armee entzogen und an der Naht zwischen 2. und 3. Armee eingeschoben, um ab 18. September die 2. Garde-Division bei Prunay abzulösen. Bis 19. Dezember 1914 folgten Stellungskämpfe in der Champagne, im Raum von St. Menehould und Malancourt. Ende Dezember 1914 begannen schwere Abwehrkämpfe bei Souain und Perthes.
Zwischen 21. Februar und 20. März 1915 kämpfte die Division zur Verstärkung des schwer bedrängten VIII. Armee-Korps in der Winterschlacht in der Champagne. Vom 18. und 21. Juni verlegte die Division ins Artois, führte dort Stellungskämpfe und leistete zwischen 25. September bis 5. Oktober ihren Anteil in der Herbstschlacht bei Arras und La Bassée. Zwischen 7. Oktober 1915 und 22. Mai 1916 führte die Division Stellungskämpfe westlich Bapaume, und im Juli 1916 lag die Division im Raum Combles in der Schlacht an der Somme. Zwischen 19. August und 26. September 1916 folgten Einsätze in Flandern und Ende September 1916 kam die Division nochmals an der Somme zum Einsatz. Vom 25. November bis zum Jahresende 1916 lag die Division wieder in der Champagne.
Zum Jahreswechsel auf 1917 folgte der Abtransport an die nördliche Ostfront. Zwischen 5. Januar und 24. Mai 1917 lag die Division in den Stellungen vor Dünaburg und verlegte Ende Mai 1917 zurück an die Westfront. Sie fungierte kurz als Reserve der Obersten Heeresleitung bei der Armeeabteilung A im Oberelsass und stand ab 9. Juni wieder in Flandern. Zwischen 31. Juli und 21. August wurde die Division in der Dritten Flandernschlacht eingesetzt. Nach einmonatigem Stellungskampf in Oberelsass folgte am 24. September die Verlegung nach Italien.
Zwischen 25. September bis 15. Oktober 1917 vollzog die Division unter Führung von General Arnold Lequis ihren Aufmarsch hinter der Isonzofront. Ein Soldat des Infanterie-Regiments Nr. 63 ertrank im Fluss Isonzo und wurde Tage später von Italienern gefunden, was dem Oberkommando, das bereits einen deutschen Angriff vermutete, weitere Zweifel gab. Sie wurde während der 12. Isonzo-Schlacht der „Gruppe Stein“ der 14. Armee zugeteilt und für die Offensive am 24. Oktober nördlich Tolmein bereitgestellt. Es gelang die Eroberung der Orte Selišče und Volarje. Bis zum Abend gelang es der Division, bis 27 Kilometer vorzustoßen und die alte österreichische Landesgrenze nahe Robic zu erreichen. Am 25. Oktober wurde der Monte Kuk und der Monte Stol erstürmt, nach Kämpfen am Luico-Pass wurde bis 27. Oktober der Durchbruch durch die Julischen Alpen erreicht. Nach der Beteiligung an der Einnahme von Cividale folgte die Eroberung des Monte Ragogna und San Daniele. Nach Kämpfen um Udine wurde am 3. November auch der Tagliamento überwunden. Bis 5. November wurde der bei Pinzano geschaffene Piave-Brückenkopf zusammen mit der k.u.k. 50. Truppen-Division erweitert. Die Division setzte am 6. und 7. November die Verfolgung fort und erreichte in drei Kolonnen marschierend die Livenza-Übergänge bei Fiaschetti, Sacile und Carolana. Alle Brücken waren jedoch zerstört worden. Am Monticano-Abschnitt bei Vidor versuchte die Division am 8. November den hier vorhandenen italienischen Brückenkopf einzudrücken und gleichzeitig mit Masse über die Brücke vorzudringen. In der Nacht des 11. November wurde der Brückenkopf jedoch aufgegeben und die Brücke gesprengt. Nach kurzen Stellungskämpfen an der unteren Piave verlegte die Division ab 10. Dezember nach Lothringen, dort folgten bis Ende Februar 1918 Stellungskämpfe in den Vogesen.
Während der deutschen Frühjahrsoffensive in Frankreich kämpfte die Division ab 21. März 1918 im Abschnitt der 17. Armee zwischen Monchy und Cambrai. Ende März nach Lille verlegt, beteiligte sich die Division zwischen 9. und 18. April auch an der Schlacht von Armentières. Ende April bis Ende August 1918 folgten abwechselnd Stellungskämpfe in Flandern und im Artois (Einsätze bei Ypern und La Bassée). Ende August verstärkte die Division den wankenden Frontabschnitt im Abschnitt der 17. Armee zwischen Monchy und Bapaume. Bis September 1918 folgten Rückzugskämpfe an die Siegfriedlinie im Verband des XIV. Reserve-Korps unter General der Infanterie Kurt von Morgen. Die Division stand Ende September in schweren Abwehrkämpfen zwischen Cambrai und St. Quentin und ging Mitte Oktober über Lens auf die Schelde zurück. Zwischen 26. Oktober und 4. November 1918 folgten Abwehrkämpfe im Raum Valenciennes und der Rückzug auf die Antwerpen-Maas-Stellung.

## Kommandeure
| Dienstgrad      | Name                                | Datum                                                             |
| --------------- | ----------------------------------- | ----------------------------------------------------------------- |
| Generalleutnant | Friedrich Heinrich Ludwig von Pfuel | 30. März 1838 bis 6. April 1842                                   |
| Generalleutnant | Franz Karl von Werder               | 07. März 1848 bis 5. April 1854                                   |
| Generalmajor    | Heinrich von Reitzenstein           | 06. April bis 4. Mai 1854                                         |
| Generalleutnant | Eduard von Bonin                    | 05. Mai 1854 bis 14. Mai 1856                                     |
| Generalleutnant | Ferdinand von Hirschfeld            | 15. Mai bis 8. August 1856                                        |
| Generalmajor    | Eduard d’Artois von Bequignolles    | 14. August bis 17. Dezember 1856                                  |
| Generalleutnant | Theodor von Rommel                  | 18. Dezember 1856 bis 21. November 1858                           |
| Generalleutnant | Ferdinand von Witzleben             | 22. November 1858 bis 18. September 1859                          |
| Generalleutnant | Louis von Mutius                    | 19. September 1859 bis 23. Januar 1863                            |
| Generalleutnant | Heinrich von Plonski                | 24. Januar 1863 bis 24. Juni 1864                                 |
| Generalleutnant | Ferdinand von Prondzynski           | 25. Juni 1864 bis 17. Mai 1867                                    |
| Generalleutnant | Wilhelm zu Stolberg-Wernigerode     | 18. Mai 1867 bis 17. Juli 1870                                    |
| Generalleutnant | Otto von Hoffmann                   | 18. Juli 1870 bis 23. Mai 1871                                    |
| Generalmajor    | Alexander von Kraatz-Koschlau       | 23. Mai 1871 bis 19. Juli 1871                                    |
| Generalmajor    | Ernst Wilhelm Schuler von Senden    | 20. Juli 1871 bis 22. Januar 1873                                 |
| Generalleutnant | Kraft zu Hohenlohe-Ingelfingen      | 23. Januar 1873 bis 27. November 1879                             |
| Generalleutnant | Friedrich Wilhelm von Falkenhausen  | 28. November 1879 bis 23. November 1881                           |
| Generalleutnant | Adalbert von Schleinitz             | 24. November 1881 bis 23. November 1885                           |
| Generalleutnant | Ludwig von Spangenberg              | 24. November 1885 bis 5. November 1888                            |
| Generalleutnant | Karl von Graevenitz                 | 06. November 1888 bis 17. November 1890                           |
| Generalleutnant | Heinrich von Wodtke                 | 18. November 1890 bis 17. Juni 1892                               |
| Generalleutnant | Wilhelm Müller                      | 18. Juni 1892 bis 16. März 1894                                   |
| Generalleutnant | Gustav Heinrichs                    | 17. März 1894 bis 16. Dezember 1896                               |
| Generalleutnant | Anton Herwarth von Bittenfeld       | 17. Dezember 1896 bis 19. Mai 1897                                |
| Generalleutnant | Arthur von Wangenheim               | 20. Mai 1897 bis 24. Mai 1898                                     |
| Generalleutnant | Alexander von Massow                | 15. Juni 1898 bis 10. April 1901                                  |
| Generalleutnant | Remus von Woyrsch                   | 11. April 1901 bis 27. Mai 1903                                   |
| Generalleutnant | Paul Zedler                         | 28. Mai 1903 bis 19. März 1906                                    |
| Generalleutnant | Arthur von der Groeben              | 20. März 1906 bis 2. März 1910                                    |
| Generalleutnant | Eugen Marschall von Sulicki         | 22. März bis 17. Oktober 1910                                     |
| Generalmajor    | Erich Tülff von Tschepe             | 18. Oktober 1910 bis 26. Januar 1911 (mit der Führung beauftragt) |
| Generalleutnant | Erich Tülff von Tschepe             | 27. Januar 1911 bis 25. Juni 1913                                 |
| Generalleutnant | Martin Chales de Beaulieu           | 25. Juni 1913 bis 11. August 1916                                 |
| Generalleutnant | Karl Fouquet                        | 12. August bis 29. November 1916                                  |
| Generalleutnant | Arnold Lequis                       | 30. November 1916 bis 21. September 1918                          |
| Generalmajor    | Maximilian von Funcke               | 22. September 1918 bis 3. Januar 1919                             |
| Generalleutnant | Carl Briese                         | 04. Januar bis 27. Juni 1919                                      |